# Coventry City Football Club
El Coventry City Football Club és un club de futbol de la ciutat de Coventry (West Midlands), a Anglaterra. Conegut com a The Sky blues, fou fundat l'any 1883 i actualment disputa la Football League One.

## Història
L'equip fou fundat l'any 1883 com a Singers F.C., ja que els seus fundadors eren treballadors de l'empresa de vehicles Singer, això no obstant, l'any 1898 ja adoptà la denominació de Coventry City.
L'any 1967 el club aconsegueix l'ascens per primera vegada a la seva història a la Premier League, finalitzant 6è a la màxima categoria del futbol anglès a la temporada 1969-70, la millor classificació històrica de l'equip, aconseguint de pas la classificació per la Copa de les Ciutats en Fires on elimina la PFC Botev Plovdiv 1912 a primera ronda, però cau eliminat en segona pel Bayern de Múnic.
L'any 1987 l'equip aconseguí el màxim títol de la seva història en imposar-se a la Copa anglesa de futbol, tot derrotant a la final al Tottenham Hotspur FC per 3-2, després de la pròrroga.
L'any 2001, després de 34 anys a la màxima categoria, el Coventry City descèn a Segona Divisió.
La temporada 2017-18 consegueix l'ascens a la Football League One, tot i haver quedat 6è, va guanyar els dos partits de Playoff's.

## Palmarès
- 1 Copa anglesa: 1987
- 1 Football League Championship (Segona Divisió): 1966-67
- 1 Football League One (Terera Divisió): 1963-64
- 1 Football League Third Division South: 1935-36